# Kleant
‎Kleant (tudi Kleantes) (starogrško Κλέανθης: Kléantes), starogrški stoični filozof, * 331 pr. n. št., Asos, primorska pokrajina Troda v Mali Aziji, † 231 pr. n. št.
Kleant je živel okoli leta 280 pr. n. št. Bil je Aristarhov sodobnik. Obtožil ga je neskromnosti in menil, da bi moral Aristarh zaradi te pregrehe čutiti posledice. Kot drugi vodja stoiške šole v Atenah je Kleant nasledil Zenona Kitijskega.